# Brigitte Acton
Brigitte Acton (ur. 30 listopada 1985 w Sault Ste. Marie) – kanadyjska narciarka alpejska, dwukrotna medalistka mistrzostw świata juniorów.

## Kariera
Pierwszy raz na arenie międzynarodowej Brigitte Acton pojawiła się 6 grudnia 2000 roku w Mont-Tremblant, gdzie w zawodach Nor-Am Cup w gigancie zajęła 23. miejsce. W 2003 roku wystartowała na mistrzostwach świata juniorów w Briançonnais, zdobywając srebrny medal w supergigancie. W zawodach tych rozdzieliła na podium Julię Mancuso z USA oraz swą rodaczkę, Kelly Vanderbeek. Jeszcze dwukrotnie startowała na imprezach tego cyklu, największy sukces osiągając podczas mistrzostw świata juniorów w Bardonecchii w 2005 roku, gdzie zajęła drugie miejsce w gigancie. Uległa tam tylko Włoszce Nadii Fanchini, a trzecie miejsce zajęła Austriaczka Michaela Kirchgasser.
W zawodach Pucharu Świata zadebiutowała 29 listopada 2003 roku w Park City, gdzie nie zakwalifikowała się do drugiego przejazdu slalomu. Pierwsze pucharowe punkty wywalczyła 4 stycznia 2004 roku w Mariborze, zajmując 25. miejsce w gigancie. Nigdy nie stanęła na podium zawodów tego cyklu, najwyższe lokaty uzyskała 27 lutego 2005 roku w San Sicario i 4 marca 2006 roku w Kvitfjell, gdzie kombinację kończyła na dziesiątej pozycji. Najlepsze wyniki osiągała w sezonie 2005/2006, kiedy zajęła 61. miejsce w klasyfikacji generalnej. Kilkakrotnie startowała na mistrzostwach świata, najlepszy wynik osiągając podczas rozgrywanych w 2005 roku mistrzostw świata w Bormio, gdzie była dwunasta w kombinacji. Rok później wystąpiła na igrzyskach olimpijskich w Turynie, zajmując między innymi dziesiąte miejsce w kombinacji i jedenaste w gigancie. Podczas rozgrywanych cztery lata później igrzysk w Vancouver była siedemnasta w slalomie. Kilkukrotnie zdobywała medale mistrzostw Kanady, w tym złoty w slalomie w 2006 roku. W 2010 roku zakończyła karierę.
Jej mężem jest kanadyjski hokeista Mike Smith. Jej matka, Diane Pratte, także uprawiała narciarstwo alpejskie.

## Osiągnięcia

### Igrzyska olimpijskie
| Miejsce | Dzień     | Rok  | Miejscowość | Konkurencja | Czas biegu  | Strata  | Zwyciężczyni      |
| ------- | --------- | ---- | ----------- | ----------- | ----------- | ------- | ----------------- |
| 10.     | 18 lutego | 2006 | Turyn       | Kombinacja  | 2:51,08 min | +4,67 s | Janica Kostelić   |
| 17.     | 22 lutego | 2006 | Turyn       | Slalom      | 1:29,04 min | +2,86 s | Anja Pärson       |
| 11.     | 24 lutego | 2006 | Turyn       | Gigant      | 2:09,19 min | +2,52 s | Julia Mancuso     |
| 17.     | 26 lutego | 2010 | Vancouver   | Slalom      | 1:42,89 min | +3,04 s | Maria Höfl-Riesch |

### Mistrzostwa świata
| Miejsce | Dzień     | Rok  | Miejscowość    | Konkurencja     | Czas biegu  | Strata   | Zwyciężczyni    |
| ------- | --------- | ---- | -------------- | --------------- | ----------- | -------- | --------------- |
| 12.     | 4 lutego  | 2005 | Santa Caterina | Kombinacja      | 2:53,70 min | +5,20 s  | Janica Kostelić |
| DNF2    | 8 lutego  | 2005 | Santa Caterina | Gigant          | 2:13,63 min | –        | Anja Pärson     |
| DNF2    | 11 lutego | 2005 | Santa Caterina | Slalom          | 1:47,98 min | –        | Janica Kostelić |
| DNF     | 9 lutego  | 2007 | Åre            | Superkombinacja | 1:57,69 min | –        | Anja Pärson     |
| 42.     | 13 lutego | 2007 | Åre            | Gigant          | 2:31,72 min | +9,41 s  | Nicole Hosp     |
| 25.     | 14 lutego | 2009 | Val d’Isère    | Slalom          | 1:51,80 min | +15,44 s | Maria Riesch    |

### Mistrzostwa świata juniorów
| Miejsce | Dzień     | Rok  | Miejscowość  | Konkurencja | Czas biegu  | Strata  | Zwyciężczyni            |
| ------- | --------- | ---- | ------------ | ----------- | ----------- | ------- | ----------------------- |
| 25.     | 4 marca   | 2003 | Briançonnais | Zjazd       | 1:12,23 min | +2,26 s | Tamara Wolf             |
| 2.      | 5 marca   | 2003 | Briançonnais | Supergigant | 1:20,02 min | +0,76 s | Julia Mancuso           |
| 17.     | 7 marca   | 2003 | Briançonnais | Slalom      | 1:38,53 min | +5,22 s | Michaela Kirchgasser    |
| 26.     | 8 marca   | 2003 | Briançonnais | Gigant      | 2:05,70 min | +4,37 s | Jessica Lindell-Vikarby |
| 7.      | 8 marca   | 2003 | Briançonnais | Kombinacja  | 25,68 pkt   | ?       | Maria Riesch            |
| DNF1    | 10 lutego | 2004 | Maribor      | Zjazd       | 1:12,23 min | –       | Maria Riesch            |
| DNS1    | 12 lutego | 2004 | Maribor      | Supergigant | 1:26,79 min | –       | Nadia Fanchini          |
| DNF1    | 13 lutego | 2004 | Maribor      | Gigant      | 2:21,39 min | –       | Maria Riesch            |
| 19.     | 15 lutego | 2004 | Maribor      | Slalom      | 1:40,73 min | +3,59 s | Kathrin Zettel          |
| DNF2    | 25 lutego | 2005 | Bardonecchia | Slalom      | 1:23,97 min | –       | Šárka Záhrobská         |
| 2.      | 26 lutego | 2005 | Bardonecchia | Gigant      | 2:21,34 min | +0,30 s | Nadia Fanchini          |

### Puchar Świata

#### Miejsca w klasyfikacji generalnej
- sezon 2003/2004: 110.
- sezon 2004/2005: 67.
- sezon 2005/2006: 61.
- sezon 2006/2007: 73.
- sezon 2008/2009: 104.
- sezon 2009/2010: 65.

#### Miejsca na podium
Acton nigdy nie stanęła na podium zawodów PŚ.